# Glockengießerei Munte
Die Glockengießerei Munte war eine Metallgießerei und Dreherei in Witten. 

## Geschichte
Der Betrieb wurde 1864 vom Glockengießermeister Wilhelm Carl Ferdinand Munte (* 17. September 1827 in Neuhaldensleben; † 18. Mai 1905) an der Rosenstraße 14 gegründet. Sein ältester Sohn Carl Wilhelm Ferdinand August Walter Munte (* 26. Juni 1866 in Witten; † 7. Dezember 1908) führte den Betrieb fort, jedoch verließ er das Unternehmen aufgrund von familiären Streitigkeiten. Nach dem Tod von Carl Munte übernahmen Walters Brüder Carl und Hermann im Jahre 1905 die Glockengießerei, doch fertigten sie keine Glocken mehr.
Vom 1. Mai 1909 an übernahm Franz Hillebrand das Unternehmen und führte es bis zum 1. Februar 1929 fort, dann folgte Heinrich Mellmann, der das Unternehmen zur Ruhrstraße auf ein ehemaliges Grundstück der Zeche Franziska verlagerte. Die Firma „Carl & Herm. Munte Inh. Mellmann“ erlosch am 26. Februar 1957 und wurde am 20. September 1957 im Handelsregister der Stadt Witten gelöscht.

## Glocken
Der größte Teil der vom Unternehmen angefertigten Glocken blieb nicht erhalten. Munte fertigte zum Beispiel im Jahre 1898 vier Glocken aus Bronze für die Reinoldikirche in Dortmund mit Gewichten von 817, 1.295, 2.088 und 3.168 kg. Sie wurden im Ersten Weltkrieg eingeschmolzen. Die Schulglocke der Lakeschule aus dem Jahre 1894 mit einem Gewicht von 25 kg wurde dem Heimatmuseum der Stadt Witten übergeben und befindet sich heute im Märkischen Museum. Insgesamt sind sechs noch erhaltene Glocken aus der Gießerei Munte bekannt, vier davon in Witten, eine in Dierdorf und eine in Homberg.